# Gustavo Lillo
Gustavo Alejandro Lillo (Mendoza, 8 agosto 1973) è un ex calciatore argentino, di ruolo difensore.

## Palmarès

### Club

#### Competizioni internazionali
- Coppa CONMEBOL: 1

Talleres: 1999